# 囚われの歌
「囚われの歌」（原題: "Planet of the Ood"）は、イギリスのSFドラマ『ドクター・フー』の第4シリーズ第3話。2008年4月19日に BBC One で放送された。本作では第2シリーズ「闇の覚醒」と「地獄への扉」で登場したウードが再登場を果たした。奴隷制という主軸のテーマが良い評価を受けた。
本作の舞台は西暦4126年のウード・スフィアである。10代目ドクターと彼のコンパニオンドナ・ノーブルは、ウードが奉仕することに喜びを感じることを発見して彼らを奴隷種族として売りさばくウード・オペレーション社を調査する。2人は未処理のウードの集団を発見したとき、社の運用する改造に恐怖し、事態を解決してウードを解放しようとする。

## 連続性
ウードの目が赤くなる現象は何者かに憑りつかれた症状である。「闇の覚醒」や「地獄への扉」ではウードはビーストの支配下に置かれた。
ウード・スフィアは1964年の The Sensorites の舞台となったセンソ・スフィアと同じ惑星系に位置する。センソライツとウードは外見と精神性が似通っている。

## 製作
本作はケイス・テンプルが脚本を、グレアム・ハーパーが監督を担当した。エグゼクティブ・プロデューサーのラッセル・T・デイヴィスは、2006年の二部作「闇の覚醒」「地獄への扉」でのウードがビーストの存在に見劣りしたため、ウードの再登場を心に描いていた。デイヴィスはその後氷の惑星 (ice planet) という用語の登場するエピソードの概要とウードを商品として売るビジネスのストーリーラインをテンプルに与えた。テンプルの本作の草案は「暗すぎる」「あまりにも古い『ドクター・フー』だ」とされ、テンプルは本作のコメンタリーで初期草案は45分内の六部作だったと主張した。
テンプルとデイヴィスは本作が古いモンスターの"楽しい再登場"ではなく、"伝えなくてはならない実話"であると感じた。テンプルは自身の脚本において、ドクターがビーストの影の下にウードを見落としていたこと、ドクターが彼の短所を目にしなくてはならないことを強調した。また、テンプルの脚本はウードの奴隷制を強調しており、テンプルと主演のデイヴィッド・テナントの両名は、奉仕のために生まれた種族という存在は複雑であるとコメントし、テナントはリチャード・ドーキンスの利己的遺伝子説との結びつきを主張した。本作でのドナの役割はドクターにさらなる人間みを持たせることで、ウードの外見を当初嫌悪していたドナがウードに感情移入するようになった変化は、本作と彼女のキャラクターの掘り下げに重要であった。スージー・リガットは本作の脚本を『ドクター・フー』の重要性の一部として引用し、国内的ないし世界的に当てはまる、抑圧された人々の解放に関する物語だと考えた。
本作の敵対者であるクラインマン・ハーペンはティム・マッキナリーが演じた。デイヴィスは彼のキャラクターを手に負えない中間管理職、完璧な悪役と考えた。テンプルは彼をナルシストで傲慢で感情のない冷酷な人物と評価した。マッキナリーは「酷い人間を演じるのはいつだっていいものだ……ハーペンの三次元的な悪人ぶりが嬉しいよ！彼が趣のある人間に仕立て上がっている！」とコメントした。テンプルは
ハーペンが活動家グループ "Friends of the Ood" の工作員を殺害するシーンで彼の本質的な特徴を具現化した。デイヴィスとテナントは、胸が悪くなるようなゴシック様のエドガー・アラン・ポーのような運命は、彼がそのような人間でなければ報われなかったろうと感じた。
本作は2007年8月に撮影された。冒頭と終幕の屋外のシーンはブレコンビーコンズの Trefil Quarry で撮影され、工場の外のシーンはアベルトウセメント工場で、工場内のシーンは RAF Saint Ahan の格納庫で撮影された。製作でのCGIの利用は控えめであり、雪は水でくっついた紙で、ウードの頭は複雑なアニマトロニクスで撮影された。マッキナリーは肉体変化のシーン用に2層になった補綴マスクを着用していたが、製作チームのアシスタントが、口から出てくる付属品のコンピューター生成されたモーションキャプチャーを提供していたため、これを再撮影する必要があり、マッキナリーは利用できなかった。

## 評価
「囚われの歌」の視聴者数は750万人と、その放送された枠では最も視聴者数が多く、放送日全体では『ブリテンズ・ゴット・タレント』に次ぐ2位、その週では12位であった。本作の評価指数は87 (Excellent) であった。
ザ・ステージでレビューを執筆したスコット・マシューマンは、本作に複雑なレビューを与えた。彼は「PRガールのソラーナ（演:アイーシャ・ダルカール）はドクターとドナが脱出したときに警備員を呼んで裏切っただけで、ウード会社を構成する人間が彼女に代表されているのが唯一の驚きだった」「ライダー（演:エイドリアン・ローリンズ）が会社に潜入して働いていたのは放棄された。……最速で明かされてしまった」とコメントした。しかし、彼は「ドナがシリーズの中で最も強く豊満なコンパニオンへ急速になりつつある」「ウードの自然な発達の良い解釈があった」とも述べた。タイムズのケイトリン・モーランは、本作が「本当に本当に本当に良い……画面を見つめながら、『土曜日の夜の早い時間に、自分の部屋の前で、どうしてこんなに良いことが起きているのか』と改めて自問するようなエピソード」であると考えた。彼女はドクターとドナが現代文化における奴隷について話すシーンを楽しみ、「テイトは本当に本当に "We don't have slaves" と言った時はそう悪くなかった」と述べた。デジタル・スパイのベン・ローソン・ジョーンズは本作に星5つのうち5つ星をつけた。彼は「『ドクター・フー』は場合により単なるファミリー向け番組という特性を超越し、胸を刺すような美しい悟りと彼らの暮らす世界のより壮大な感覚を視聴者に与える」と言ってレビューを始め、未改造のウードを見るドナのシーンを本作の感動的なパートとして引用した。彼は「脚本・監督・演技が調和してウードのような円を完成する時、『ドクター・フー』がいかにパワフルかつ感動的になれるか、ということを本作が全体を通して実証した」と考えた。彼にとって本作の唯一の欠点はドナがウードに「独身に見える？」（英語版では "Why do you say 'Miss'? Do I look single?"）と言ったことだが、それ以外は"極めて印象に残る忌まわしい人間性の瞑想的な調べ"であった。